# Coppa Spengler 1926
La 4ª edizione della Coppa Spengler si è svolta alla fine di dicembre del 1926 a Davos, in Svizzera.

## Semifinali
| Davos fine dicembre 1926 | Berliner SC | 4 – 1 referto | Canadiens de Paris |  |

| Davos fine dicembre 1926 | Davos | 2 – 1 referto | Oxford University |  |

## Finale
| Davos fine dicembre 1926 | Davos | 5 – 5 referto | Berliner SC |  |

Dopo tre ore di gioco e sotto una fitta nevicata, la finale fu dichiarata in parità e sarà rigiocata il 5 gennaio 1927.
| Davos 5 gennaio 1927 | Davos | 1 – 2 referto | Berliner SC |  |

## Classifica finale
1. Berliner SC
2. Davos
3. Cambridge University
4. Oxford University
5. Canadiens de Paris
6. SC Riessersee